# Vitali Syrnikov
Vitali Andreyevich Syrnikov –en ruso, Виталий Андреевич Сырников– (Cheliábinsk, 10 de abril de 1991) es un deportista ruso que compitió en natación, especialista en el estilo libre.
Ganó una medalla de bronce en el Campeonato Europeo de Natación de 2012 y dos medallas en el Campeonato Europeo de Natación en Piscina Corta, en los años 2010 y 2012.

## Palmarés internacional
| Campeonato Europeo                  | Campeonato Europeo       | Campeonato Europeo | Campeonato Europeo |
| Año                                 | Lugar                    | Medalla            | Prueba             |
| ----------------------------------- | ------------------------ | ------------------ | ------------------ |
| 2012                                | Debrecen (Hungría)       | Medalla de bronce  | 4 × 100 m libre    |
| Campeonato Europeo en Piscina Corta |                          |                    |                    |
| Año                                 | Lugar                    | Medalla            | Prueba             |
| 2010                                | Eindhoven (Países Bajos) | Medalla de bronce  | 4 × 50 m libre     |
| 2012                                | Chartres (Francia)       | Medalla de plata   | 4 × 50 m libre     |